# The Signal Tower
The Signal Tower è un film del 1924, diretto da Clarence Brown.

## Trama
Dave Taylor e il vecchio "zio" Billy sono addetti ad una cabina di blocco della ferrovia nella remota località di Noyo, una zona montuosa ed impervia della Contea di Mendocino in California. Dave, che vive in una casetta a poca distanza dal posto di lavoro con la moglie Sally ed il figlioletto Sonny, in età prescolare, conduce con la sua famigliola una vita tranquilla scandita dal passaggio dei treni, con momenti di particolare eccitazione per Sonny quelle rare volte che il Limited Express, condotto dal macchinista Pete, suo idolo, fa sosta nella stazioncina. Dave è addetto al turno di 12 ore che termina a mezzanotte, e Billy a quello che finisce a mezzogiorno. Quando il vecchio Billy va in pensione viene sostituito da Joe Standish, che prende in affitto una stanza, la stessa occupata prima da Bill, nella casa di Dave.
Dai Taylor è in visita, per qualche tempo, la cugina Gertie, che si invaghisce di Joe, e quest'ultimo sta al gioco, ma la sua vera mira è puntata su Sally. Quando, un giorno, Dave è al lavoro, Joe fa delle pesanti avances alla donna: quando Sally lo riferisce al marito, egli estromette l'uomo seduta stante dalla casa, portando i suoi bagagli alla cabina di blocco, all'inizio del proprio turno, e intimandogli di non farsi più vedere. Per maggior precauzione Dave fa recapitare a Sally, a casa, tramite il figlio, il revolver che tiene nella cabina, debitamente scarico, che la donna avrebbe potuto usare come deterrente nel caso che Joe si fosse ripresentato. Sonny esegue la missione, non senza prima essersi intascato uno dei proiettili che il padre aveva appoggiato alla scrivania.
Joe lascia la cabina, e, più avanti, arriva a dare il cambio a Dave in ritardo, dopo la mezzanotte, e visibilmente ubriaco. Dave deve quindi fronteggiare da solo un'emergenza che si è verificata: nella notte di tempesta, alcuni dei vagoni del treno condotto da Pete si staccano e, pieni di passeggeri, iniziano una corsa incontrollata per la lunga discesa che separa Noyo dalla stazione successiva, rischiandro di scontrarsi con un treno merci che viaggia nella direzione opposta. Mentre Dave è intento a scambiare concitati messaggi al telegrafo con le autorità ferroviarie, Joe si assenta dalla cabina, e sparisce alla vista sotto la pioggia, nel buio. I tentativi di fermare i vagoni senza controllo, alla stazione vicina, fallisce, e gli scambi che Dave cerca di azionare con le leve automatiche dalla cabina non rispondono ai comandi, per cui egli è costretto ad uscire nella tempesta, e a cercare di sbloccarli manualmente, in corsa contro il tempo.
Joe intanto si è recato a casa di Sally, nella quale penetra ingaggiando una furiosa lotta con la donna, nel tentativo di approfittare di lei.
Dave, nel frattempo, ha attuato il rimedio estremo: è riuscito a svellere dei binari, e il treno merci evita per un soffio la collisione coi vagoni impazziti del Limited Express, e precipita nel burrone antistante. Frattanto giunge alla cabina Sonny, a chiamare il padre in aiuto per difendere la mamma. Dave sta accorrendo quando è raggiunto da Sally, che racconta, frastornata, di avere puntato la pistola e sparato a Joe dei colpi intimidatori che credeva a salve, mentre in realtà un proiettile ha colpito il malintenzionato, permettendo alla donna di mettersi in salvo. Sonny confessa di aver caricato lui stesso il revolver con il proiettile che aveva sottratto.
Fra i pendii scoscesi si scorge la figura barcollante di Joe allontanarsi nel diluvio.